# Manfreda guttata
Manfreda guttata är en sparrisväxtart som först beskrevs av Georg Albano von Jacobi och Carl David Bouché, och fick sitt nu gällande namn av Joseph Nelson Rose. Manfreda guttata ingår i släktet Manfreda och familjen sparrisväxter. Inga underarter finns listade i Catalogue of Life.